# Ammotrecha
Genre
Synonymes
- Cleobis Simon, 1879 nec Dana, 1847

Ammotrecha est un genre de solifuges de la famille des Ammotrechidae.

## Distribution
Les espèces de ce genre se rencontrent en Amérique du Sud, en Amérique centrale, aux Antilles et dans le Sud de l'Amérique du Nord.

## Liste des espèces
Selon Solifuges of the World (version 1.0) :
- Ammotrecha araucana Mello-Leitão, 1942
- Ammotrecha chiapasi Muma, 1986
- Ammotrecha cobinensis Muma, 1951
- Ammotrecha enriquei Armas & Teruel, 2005
- Ammotrecha friedlaenderi Roewer, 1954
- Ammotrecha itzaana Muma, 1986
- Ammotrecha limbata (Lucas, 1835)
- Ammotrecha nigrescens Roewer, 1934
- Ammotrecha picta Pocock, 1902
- Ammotrecha stollii (Pocock, 1895)

## Publications originales
- Banks, 1900 : Synopses of North American invertebrates. IX. The scorpions, solpugids and pedipalpi. American Naturalist, vol. 34, p. 421-427 (texte intégral).
- Simon, 1879 : Essai d'une classification des Galéodes, remarques synonymiques et description d'espèces nouvelles ou mal connues. Annales de la Société Entomologique de France, sér. 5, vol. 9, p. 93–154 (texte intégral).